# Cheracebus regulus
Cheracebus regulus é uma espécie de guigó, um Macaco do Novo Mundo, da família Pitheciidae e subfamília Callicebinae, endêmico do Brasil.